# Oribatella berninii
Oribatella berninii är en kvalsterart som beskrevs av Pérez-Íñigo 1989. Oribatella berninii ingår i släktet Oribatella och familjen Oribatellidae. Inga underarter finns listade i Catalogue of Life.